# Elmerson Peninsula
Elmerson Peninsula är en halvö i Kanada.   Den ligger i territoriet Nunavut, i den nordöstra delen av landet, 3 900 km norr om huvudstaden Ottawa.
Trakten runt Elmerson Peninsula består i huvudsak av gräsmarker. Trakten runt Elmerson Peninsula är nära nog obefolkad, med mindre än två invånare per kvadratkilometer.